# 894 Erda
894 Erda, asteroid glavnog pojasa. Otkrio ga je Max Wolf, 4. lipnja 1918.

## Vanjske poveznice
- Minor Planet Center